# 方角地名
方角地名（ほうがくちめい）は、地名を命名法・由来などをもとに分類した地名種類の一種である。地名表記の中に「東」「西」「南」「北」「中央・中」などの方角を表す語が含まれるものを指す。
ただし方角を示す語が含まれていても、人名由来や別の語からの転化、単なる当て字など、地名の由来が方角とは無関係である場合には方角地名とは言わない（#方角文字を含む方角に由来しない地名も参照）。

## 概要
広義に捉えるならば、干支を方角に当てた表現の「巽」「乾」や、人から見た視覚的方向表現の漢字（上下左右・前後）などを含む地名も加えることができる（#京都市の行政区も参照）。
政令指定都市が行政区を制定する際に方角地名を採用する場合も多く、東京都における特別区にも方角地名は存在する（#方角をそのまま使用している市区町村名も参照）。
また市町村合併の際に方角地名が付けられることも多く、合併後の行政区域を称する適切な地名がなく、かといって広域地名を付けるのは無理がある場合、既存の市町村との同名回避のために方角を頭に付ける場合、郡や市町村を分割する際に、新しくできた区域にどの方角かを冠する場合などがある。
平成の大合併では、既存の地名の頭に方角を付けて合併後の名称とする場合があった（北○○市、東○○市など）。こうした合成地名に対しては、一部の地名研究家などから安易であるとの批判もある。
以下に、方角地名の大まかな成り立ちを示す。

### 由来による分類
- ある地域を分割する際に方角を冠した

例：彼杵郡→西彼杵郡・東彼杵郡、桑田郡→旧北桑田郡・旧南桑田郡、賀茂郡→旧加西郡（加西市）・旧加東郡（加東市）、興部村（現興部町）から西興部村が分村、浅井郡→東浅井郡・西浅井郡（西浅井郡はその後伊香郡に編入されるが、旧西浅井郡二村が合併時に新村名として西浅井を採用）
- その地域に隣接する著名（または主要）な地名にあやかって方角を冠した

例：西東京市、東大阪市、北名古屋市、旧京北町、住居表示実施に伴う町名変更〈北新宿、北上野など〉
- その地域や周辺にある著名な川などの地形に方角を付した

例：川西市、西脇市（川の西（西岸＝脇）、つまり川西と同じ意味）、旧沼南町、榛東村
- ある地域の中でその地域がどの方角にあるかを付した

例：北九州市、東村山市、栗東市、周南市、玉東町、南鳥島、南丹市、各政令市にある北区等の行政区画、南町など
- 同一の地域名が他に既に存在し、混同を避けるために方角や地名を冠した

例：東松山市、東久留米市、東大和市、北広島市、西インド諸島など（また、海洋の名称の場合『大西洋』については南北に分けて表現・表記することもある）
- その方角にある代表的な地域（街）であることを主張した

例：東京〈東の京〉、北京〈北の京〉、南京〈南の京〉
- 方角を冠した地名から、文字の省略や漢字の変更を行った

例：喜多方市〈北方→喜多方〉、北本市〈北本宿→北本〉西荻南、西荻北〈西荻窪→西荻南、西荻北〉

## 主な方角地名

### 自治体名

#### 平成の大合併以前
- 北海道北広島市（北にある広島。広島県民が入植したことによる）
- 北海道空知郡南富良野町（富良野市に南接）
- 北海道空知郡南幌町（幌向〔ほろむい〕地区〔幌向原野〕の南部、「みなみほろ」から「なんぽろ」に読みを改称）
- 北海道上川郡東神楽町（神楽地区の東部）
- 北海道紋別郡西興部村（興部地区（興部町）の西部）
- 福島県喜多方市（会津盆地の北方にあることから）
- 福島県耶麻郡西会津町（会津地方の西部）
- 福島県西白河郡西郷村（白河市の西側の郷であることから）
- 茨城県北茨城市（茨城県の北部。もともと茨城市にする予定だったが「茨城県の中心でもなく旧茨城郡にも属していない」と東茨城郡茨城町からクレームがあったため）
- 群馬県北群馬郡榛東村（榛名山の東）
- 埼玉県東松山市（東にある松山。松山市と区別するため）
- 埼玉県北本市（北足立郡で北にある本宿村→北本宿村から）
- 埼玉県秩父郡東秩父村（秩父郡の東部）
- 千葉県印西市（印旛郡の西部）
- 東京都（東の京）
- 東京都江東区（隅田川の東岸。「江」は川の意）
- 東京都台東区（台〔上野山〕とその東の地域。あるいは康熙字典にある熟語「台東」から）
- 東京都東村山市（村山郷の東部）
- 東京都東久留米市（東にある久留米。久留米市と区別するため。東京の久留米の意味もある）
- 東京都東大和市 - （東にある大和。大和市と区別するため。東京の大和の意味もある）
- 神奈川県横浜市港北区（横浜港の北）
- 神奈川県横浜市港南区（横浜港の南）
- 神奈川県南足柄市（足柄上郡の南部）
- 長野県木曽郡南木曽町（木曽郡の南部）
- 岐阜県羽島郡岐南町（岐阜市の南）
- 岐阜県瑞浪市（土岐川の南にあることから「水の南」の意。方角文字を使わない方角地名の例）
- 静岡県伊東市（伊豆国の東部）
- 静岡県賀茂郡東伊豆町（伊豆国の東部）
- 静岡県賀茂郡南伊豆町（伊豆国の南部）
- 静岡県賀茂郡西伊豆町（伊豆国の西部）
- 静岡県田方郡函南町（函嶺の南）
- 静岡県湖西市（浜名湖の西）
- 愛知県名古屋市名東区（名古屋市の東部）
- 愛知県碧南市（碧海郡の南部）
- 愛知県江南市（木曽川の南にあることから、大きな川を意味する「江」の南）
- 愛知県知多郡南知多町（知多郡、知多半島の南部）
- 三重県員弁郡東員町（員弁郡の東部）
- 滋賀県栗東市（栗太郡の東部）
- 大阪府大阪市西淀川区（淀川右岸に沿った地域の西側）
- 大阪府大阪市東淀川区（淀川右岸に沿った地域の東側）
- 大阪府大東市（大阪府の東部）
- 大阪府東大阪市（大阪府の東部、大阪市の東）
- 大阪府阪南市（大阪府の南部）
- 大阪府泉南市（和泉国の南部）
- 大阪府豊中市（豊島郡の中央）
- 大阪府南河内郡河南町（河内国の南部）
- 兵庫県神戸市東灘区（灘区の東）
- 兵庫県川西市（猪名川の西）
- 兵庫県西宮市（市内にある廣田神社が、京の西方にある重要な神社（宮）であったことから）
- 兵庫県西脇市（加古川の西）
- 兵庫県加西市（賀茂郡西部にあたる旧郡名の加西郡から）
- 和歌山県海南市（海草郡の南部）
- 鳥取県日野郡日南町（日野郡の南部）
- 岡山県久米郡久米南町（久米郡の南部）
- 広島県東広島市（広島市の東）
- 徳島県阿南市（阿波国の南部）
- 高知県南国市（日本の南部に位置することから）
- 福岡県北九州市（九州地方の北部）
- 熊本県玉名郡玉東町（玉名郡の東部）
- 大分県国東市（元は「国埼」と書いたが、豊後国の東部に位置することから「国東」の字を当てた）
- 宮崎県日南市（日向国の南部）
- 鹿児島県肝属郡東串良町（串良郷の東部）
- 鹿児島県熊毛郡中種子町（種子島の中央部）
- 鹿児島県熊毛郡南種子町（種子島の南部）
- 沖縄県島尻郡南大東村（大東諸島の南）
- 沖縄県島尻郡北大東村（大東諸島の北）
- 沖縄県島尻郡南風原町（首里の南（方言で「フェー（南風）」）に位置することから）
- 沖縄県中頭郡北中城村（中城村の北部に隣接）
- 沖縄県中頭郡西原町（首里の北（方言で「ニシ」）に位置することから）

#### 平成の大合併以後
- 岩手県和賀郡西和賀町（和賀郡の西部）
- 秋田県北秋田市（秋田郡の北部にあたる北秋田郡から）
- 宮城県東松島市（松島町の東）
- 宮城県本吉郡南三陸町（三陸海岸の南部）
- 福島県南相馬市（相馬市の南、相馬郡の南部）
- 福島県南会津郡南会津町（会津地方の南部にあたる南会津郡より）
- 茨城県筑西市（筑波山の西）
- 東京都西東京市（東京都区部の西に隣接する。多摩東部にあり、東京都全体から見れば「西」ではない。合併前の田無市・保谷市ともかつては北多摩郡に属し、西多摩郡ではない）
- 千葉県南房総市（房総半島の南部）
- 新潟県南魚沼市（魚沼郡南部にあたる南魚沼郡から）
- 富山県南砺市（砺波郡の南部、砺波市の南）
- 石川県鹿島郡中能登町（能登半島、能登国の中部）
- 福井県南条郡南越前町（越前国の南部）
- 山梨県南アルプス市（日本アルプスのうち南に位置する南アルプスから）
- 長野県東筑摩郡筑北村（東筑摩郡の北部）
- 愛知県愛西市（愛知県の最西部）
- 愛知県北名古屋市 （名古屋市の北）
- 三重県度会郡南伊勢町（伊勢国の南部）
- 三重県北牟婁郡紀北町（紀伊国の北部）
- 滋賀県湖南市（琵琶湖の南。ただし琵琶湖とは隣接していない）
- 滋賀県東近江市（近江国の東部）
- 京都府南丹市（丹波国の南部）
- 兵庫県南あわじ市（淡路島、淡路国の南部）
- 兵庫県加東市（賀茂郡東部にあたる旧郡名の加東郡から）
- 島根県雲南市（出雲国の南部）
- 島根県飯石郡飯南町（飯石郡の南部）
- 島根県邑智郡邑南町（邑智郡の南部）
- 岡山県加賀郡吉備中央町（吉備国の中部）
- 広島県山県郡北広島町（広島市の北、広島県の北部）
- 山口県周南市（周防国の南部）
- 徳島県三好郡東みよし町（三好郡の東部）
- 香川県東かがわ市（香川県の東部）
- 愛媛県四国中央市（四国地方の中部）
- 愛媛県西予市（伊予国の西部）
- 愛媛県東温市（温泉郡の東部）
- 愛媛県南宇和郡愛南町（愛媛県の南部）
- 高知県香南市（香美郡の南部）
- 熊本県阿蘇郡南阿蘇村（阿蘇郡の南部）
- 鹿児島県肝属郡南大隅町（大隅国南部にあたる旧郡名の南大隅郡から）
- 鹿児島県南さつま市（薩摩国、薩摩半島の南部）
- 鹿児島県南九州市（九州地方の南部）

#### かつて存在した自治体
- 北海道茅部郡南茅部町（現函館市）
- 北海道瀬棚郡北檜山町（現久遠郡せたな町）
- 北海道利尻郡東利尻町（現利尻郡利尻富士町）
- 北海道網走郡東藻琴村（藻琴地区の東部、現網走郡大空町）
- 岩手県和賀郡東和町（和賀郡の東部、現花巻市）
- 宮城県桃生郡河北町（北上川の北岸、現石巻市）
- 宮城県桃生郡河南町（北上川の南岸、現石巻市）
- 宮城県宮城郡東田中村（宮城郡内で東に位置する田中村、現多賀城市）
- 宮城県宮城郡西田中村（宮城郡内で西に位置する田中村、現仙台市泉区）
- 宮城県名取郡東多賀村（名取郡内で東に位置する多賀村、後の閖上町、現名取市）
- 宮城県名取郡西多賀村（名取郡内で西に位置する多賀村、現仙台市太白区）
- 秋田県由利郡東由利町（由利郡の東部、現由利本荘市）
- 秋田県仙北郡西仙北町（仙北郡の西部、現大仙市）
- 秋田県仙北郡中仙町（仙北郡の中央、現大仙市）
- 福島県北会津郡北会津村（会津の北、現会津若松市。会津郡の北半分を意味する北会津郡が由来とも）
- 栃木県河内郡南河内町（河内郡の南部、現下野市）
- 栃木県足利郡坂西町（現足利市）
- 群馬県勢多郡北橘村（橘山の北、現渋川市）
- 群馬県勢多郡南橘村（橘山の南、現前橋市）
- 群馬県勢多郡城南村（赤城山の南、現前橋市）
- 群馬県群馬郡群南村（群馬郡の南部、現高崎市）
- 群馬県利根郡利南村（利根郡の南部、現沼田市）
- 埼玉県入間郡西武町（武蔵国の西部、現入間市）
- 埼玉県入間郡入西村（入間郡の西部、現坂戸市）
- 埼玉県比企郡東吉見村（吉見（横見郡）の東部、現比企郡吉見町）
- 埼玉県比企郡西吉見村（吉見（横見郡）の西部、現比企郡吉見町）
- 埼玉県比企郡南吉見村（吉見（横見郡）の南部、現比企郡吉見町）
- 埼玉県比企郡北吉見村（吉見（横見郡）の北部、現比企郡吉見町）
- 埼玉県児玉郡東児玉村（児玉郡の東部、現児玉郡美里町）
- 埼玉県大里郡江南町（荒川の南にあることから、大きな川を意味する「江」の南。現熊谷市）
- 埼玉県北埼玉郡北川辺町（埼玉県北部にあり、埼玉県で唯一全域が利根川北岸に位置することから地名「川辺」に北を冠した。現加須市）
- 千葉県東葛市（葛飾郡の東部にあたる東葛飾郡を省略、現柏市）
- 千葉県東葛飾郡沼南町（手賀沼の南、現柏市）
- 千葉県東葛飾郡南行徳町（行徳の南、現市川市）
- 東京都城東区（江戸城の東、現江東区）
- 東京府荏原郡東調布町（東にある調布、現大田区田園調布）
- 東京府豊多摩郡中野町（武蔵野台地の中央、現中野区）
- 東京府北豊島郡西巣鴨町（巣鴨町の西部に隣接、現豊島区）
- 東京府南葛飾郡葛西村（葛飾郡の西部、現江戸川区）
- 神奈川県三浦郡南下浦町（現三浦市）
- 神奈川県足柄上郡北足柄村（現南足柄市、足柄上郡山北町）
- 長野県小県郡東部町（長野県の東部、小県郡の東部、現東御市）
- 静岡県田方郡中伊豆町（伊豆国の中央、現伊豆市）
- 静岡県榛原郡中川根町（川根3町の中央、現榛原郡川根本町）
- 静岡県浜北市（浜名郡の北部、現浜松市）
- 富山県婦負郡婦中町（現富山市）
- 愛知県尾西市（尾張国の西部、現一宮市）
- 愛知県西春日井郡西春町 （郡の省略形、現北名古屋市）
- 三重県飯南郡飯南町（飯野・飯高の南、現松阪市）
- 三重県員弁郡北勢町（伊勢国の北部、現いなべ市）
- 三重県度会郡南勢町（伊勢国の南部、現南伊勢町）
- 三重県度会郡南島町（島＝志摩の南部、現南伊勢町）
- 滋賀県愛知郡愛東町（現東近江市）
- 滋賀県愛知郡湖東町（琵琶湖の東、現東近江市）
- 滋賀県甲賀郡甲西町（甲賀郡の西部、現湖南市）
- 滋賀県甲賀郡甲南町（甲賀郡の南部、現甲賀市）
- 滋賀県東浅井郡湖北町（琵琶湖の北、現長浜市）
- 滋賀県伊香郡西浅井町（浅井郡の西部、西浅井郡から、現長浜市）
- 京都府北桑田郡京北町（京都市の北部に隣接、現京都市右京区）
- 大阪府南河内郡南大阪町（大阪府の南部、現羽曳野市）
- 大阪府豊能郡東能勢村（能勢郡の東部、現豊能郡豊能町）
- 兵庫県出石郡但東町（但馬国の東部、現豊岡市）
- 兵庫県養父郡南但町（但馬国の南部、現朝来市・養父市）
- 兵庫県多紀郡西紀町（多紀郡の西部、現丹波篠山市）
- 兵庫県多紀郡丹南町（丹波国の南部、現丹波篠山市）
- 兵庫県津名郡北淡町（淡路島の北、現淡路市）
- 兵庫県三原郡西淡町（淡路島の西、現南あわじ市）
- 兵庫県三原郡南淡町（淡路島の南、現南あわじ市）
- 鳥取県八頭郡八東町（現八頭郡八頭町）
- 鳥取県東伯郡東伯町（伯耆国の東部、現東伯郡琴浦町）
- 鳥取県西伯郡西伯町（伯耆国の西部、現西伯郡南部町）
- 島根県大原郡大東町（大原郡の東、現雲南市）
- 島根県八束郡東出雲町（出雲国の東部、現松江市）
- 岡山県上房郡北房町（現真庭市）
- 岡山県阿哲郡哲西町（現新見市）
- 岡山県勝田郡勝北町（現津山市）
- 岡山県英田郡作東町（美作国の東部、現美作市）
- 広島県世羅郡世羅西町（現世羅郡世羅町）
- 山口県阿武郡阿東町（阿武郡の東部、現山口市）
- 山口県豊浦郡豊北町（豊浦郡の北部、現下関市）
- 山口県美祢郡美東町（美祢郡の東部、現美祢市）
- 山口県玖珂郡周東町（周防国の東部、現岩国市）
- 香川県香川郡香南町（香川郡の南部、現高松市）
- 香川県三豊郡豊中町（三豊郡の中部、現三豊市）
- 香川県綾歌郡綾南町（綾歌郡の南部、現綾歌郡綾川町）
- 香川県仲多度郡琴南町（琴平町の南、現仲多度郡まんのう町）
- 香川県仲多度郡仲南町（仲多度郡の南部、現仲多度郡まんのう町）
- 愛媛県東予市（伊予国の東部、現西条市）
- 高知県香美郡香北町（香美郡の北部、現香美市）
- 佐賀県小城郡東多久村（現多久市）
- 佐賀県小城郡西多久村（現多久市）
- 佐賀県小城郡南多久村（現多久市）
- 佐賀県小城郡北多久村（現多久市）
- 佐賀県東松浦郡北波多村（現唐津市）
- 佐賀県西松浦郡南波多村（現伊万里市）
- 佐賀県神埼郡東脊振村（脊振山地の東、現吉野ヶ里町）
- 熊本県鹿本郡山東村（現熊本市）
- 熊本県玉名郡山北村（現玉東町）
- 熊本県玉名郡東郷村（現和水町）
- 熊本県菊池郡西合志町（現合志市）
- 熊本県阿蘇郡山西村（現西原村）
- 熊本県下益城郡東砥用村（現美里町）
- 熊本県八代郡北種山村（現八代市）
- 熊本県八代郡南種山村（現八代市）
- 熊本県球磨郡西瀬村（現人吉市）
- 大分県大分郡大南町（大分郡の南部、現大分市）
- 宮崎県東臼杵郡東郷町（入郷の東部、現日向市）
- 宮崎県東臼杵郡西郷村（入郷の西部、現東臼杵郡美郷町）
- 宮崎県東臼杵郡南郷村（入郷の南部、現東臼杵郡美郷町）
- 宮崎県東臼杵郡北郷村（入郷の北部、現東臼杵郡美郷町）
- 宮崎県南那珂郡北郷町（飫肥の北部を意味する郷名の飫肥北郷の略、現日南市）
- 宮崎県南那珂郡南郷町（飫肥の南部を意味する郷名の飫肥南郷の略、現日南市）
- 鹿児島県日置郡東市来町（市来郷の東部、現日置市）

### 地方名
- 北海道
- 東北地方
- 関東地方
- 中部地方
- 東山地方
- 北陸地方
- 東海地方
- 関西地方

### 方角を冠して地域を区分した区名
- 京都府京都市西京区（右京区から西部を分離）
- 大阪府大阪市東住吉区（住吉区から東部を分離）
- 広島県広島市安佐南区（安佐郡（安北郡＋佐東郡）の南部　※合成地名も参照）
- 広島県広島市安佐北区（安佐郡（安北郡＋佐東郡）の北部　※合成地名も参照）
- 福岡県北九州市小倉北区（旧小倉区の北部）
- 福岡県北九州市小倉南区（旧小倉区の南部）
- 福岡県北九州市八幡東区（旧八幡区の東部）
- 福岡県北九州市八幡西区（旧八幡区の西部）

### その他の方角地名
- 南西諸島 - 日本列島の南西
- 西表島（沖縄県八重山郡竹富町） - 石垣島の於茂登岳に対して西（イリ）の於茂登（ウムティ）から

## 方角をそのまま使用している市区町村名
政令指定都市の行政区名に多い。東京都区部（特別区）にも存在する。
- 東
  - 東区
    - 北海道札幌市東区
    - 新潟県新潟市東区
    - 愛知県名古屋市東区
    - 大阪府堺市東区
    - 岡山県岡山市東区
    - 広島県広島市東区
    - 福岡県福岡市東区
    - 熊本県熊本市東区

  - 東村
    - 沖縄県国頭郡東村
- 西
  - 西区
    - 北海道札幌市西区
    - 埼玉県さいたま市西区
    - 神奈川県横浜市西区
    - 新潟県新潟市西区
    - 愛知県名古屋市西区
    - 大阪府大阪市西区
    - 大阪府堺市西区
    - 兵庫県神戸市西区
    - 広島県広島市西区
    - 福岡県福岡市西区
    - 熊本県熊本市西区
- 南
  - 南区
    - 北海道札幌市南区
    - 埼玉県さいたま市南区
    - 神奈川県横浜市南区
    - 神奈川県相模原市南区
    - 新潟県新潟市南区
    - 愛知県名古屋市南区
    - 京都府京都市南区
    - 大阪府堺市南区
    - 岡山県岡山市南区
    - 広島県広島市南区
    - 福岡県福岡市南区
    - 熊本県熊本市南区
- 北
  - 北区
    - 北海道札幌市北区
    - 埼玉県さいたま市北区
    - 東京都北区
    - 新潟県新潟市北区
    - 愛知県名古屋市北区
    - 京都府京都市北区
    - 大阪府大阪市北区
    - 大阪府堺市北区
    - 兵庫県神戸市北区
    - 岡山県岡山市北区
    - 熊本県熊本市北区
- 中央・中
  - 中央区
    - 北海道札幌市中央区
    - 埼玉県さいたま市中央区
    - 千葉県千葉市中央区
    - 東京都中央区
    - 神奈川県相模原市中央区
    - 新潟県新潟市中央区
    - 静岡県浜松市中央区
    - 大阪府大阪市中央区
    - 兵庫県神戸市中央区
    - 福岡県福岡市中央区
    - 熊本県熊本市中央区

  - 中区
    - 神奈川県横浜市中区
    - 愛知県名古屋市中区
    - 大阪府堺市中区
    - 岡山県岡山市中区
    - 広島県広島市中区

  - 中央市 - 山梨県中央市

### かつて存在した市区町村名
- 東
  - 東区
    - 大阪府大阪市東区（現中央区）
    - 静岡県浜松市東区（現中央区）

  - 東村
    - 福島県西白河郡東村（現白河市）
    - 群馬県勢多郡東村（現みどり市）
    - 群馬県吾妻郡東村（現東吾妻町）
    - 群馬県群馬郡東村（現前橋市）
    - 群馬県利根郡東村（現沼田市）
    - 群馬県佐波郡東村（現伊勢崎市）
    - 埼玉県北埼玉郡東村（現加須市）
- 西
  - 西区
    - 静岡県浜松市西区（現中央区)

  - 西村
    - 香川県小豆郡西村（現小豆島町）
- 南
  - 南区
    - 大阪府大阪市南区（現中央区）
    - 静岡県浜松市南区（現中央区)

  - 南村
    - 東京都南多摩郡南村（現町田市）
- 北
  - 北区
    - 静岡県浜松市北区（現浜名区・中央区）

  - 北村
    - 北海道空知郡北村（現岩見沢市）
    - 宮城県桃生郡北村（現石巻市）
- 中央、中
  - 中区
    - 静岡県浜松市中区（現中央区）

  - 中央町
    - 岡山県久米郡中央町（現美咲町）
    - 熊本県下益城郡中央町（現美里町）

  - 中村
    - 栃木県下都賀郡中村（現小山市）
    - 栃木県芳賀郡中村（現真岡市）
    - 愛知県愛知郡中村（現名古屋市中村区）

## 京都市の行政区
京都市の行政区は北区、南区、西京区を除いて、方角地名は「上中下左右」などを冠する。上京・下京が歴史的に継承された名称であるが、中京（なかぎょう）は近代になって発生したものであり、左京・右京については、平安京の時に称されたものであるが、断絶がありその時に示されていた範囲とは同一ではない。ただし、「左京」が東、「右京」が西と、南面したときの左右に拠ることは、当時のとおりである。
- 上京区 - 市中北部
- 中京区 - 市中心部
- 下京区 - 市中南部
- 左京区 - 市北東部
- 右京区 - 市北西部

なお、西京区は右京区から分離した地名である。また、北区周辺を洛北、南区周辺を洛南、東山区周辺を洛東、右京区・西京区周辺を洛西と呼称することも多い。　

## 方角文字を含む方角に由来しない地名
- 北海道空知郡北村（現岩見沢市） - 開拓功労者の北村雄治から。
- 岩手県北上市 - 日高見（ひたかみ）から変化した北上川および北上盆地に由来。
- 宮城県桃生郡北上町（現石巻市） - 北上川の河口に位置することから。
- 山形県南陽市 - 中国の古語「南陽の菊水」に由来。
- 福島県耶麻郡北塩原村 - 北山、大塩、檜原の合成地名。
- 埼玉県北埼玉郡騎西町（現加須市） - 私部（きさいべ）から変化（他に埼玉郡の西部から埼西郡に由来という説もある）。
- 千葉県山武郡成東町（現山武市） - 鳴涛（なるとう）から変化。成田市とは全く隣接していないので「成田の東」ではない。
- 千葉県東金市 - 鴇嶺（ときがね）から変化。
- 千葉県長生郡東浪見村（現一宮町） - 泥海（どろうみ）から変化。
- 山口県新南陽市（現周南市） - 中国の古語「南陽の菊水」に由来。
- 宮崎県西都市 - 斎殿原（さいとのばる）から変化。元来は「つきどの」と読んだ。

## 日本国外の方角地名

### 方角を冠した国名
- 東ティモール（ティモールはマレー語・インドネシア語で東を意味する）
- 中央アフリカ
- 南アフリカ
- 北キプロス・トルコ共和国（トルコ共和国以外は承認していない）
- グレートブリテンおよび北アイルランド連合王国（いわゆるイギリス）
- ベトナム（越南：ベトナム語）
- ノルウェー（北の航路：ゲルマン語）
- オーストリア（東の国、東の土地：ドイツ語）- このため、ドイツ語読みにするとエステライヒとなる
- オーストラリア（南の土地：ラテン語）
- ユーゴスラビア（南のスラブ人の国）
- 西サモア（現・サモア、サモア諸島西部）
- 南スーダン（スーダンの南部、スーダン共和国から2011年に独立）

冷戦時代には1つの国が2つに分断されて方角を冠した国名になった例がいくつかあるが、これらは通称であり正式国名には方角を冠していない場合が多い。
（例：ドイツ民主共和国〈東ドイツ〉、ドイツ連邦共和国〈西ドイツ〉、ベトナム民主共和国〈北ベトナム〉、ベトナム国〈南ベトナム〉、イエメン・アラブ共和国〈北イエメン〉、イエメン人民民主共和国〈南イエメン〉）

### 方角を由来とする行政区域名
- ロシア
  - ウラジオストク（「東方を征服せよ」の意：ロシア語）
- 中国
  - 北京（北の京）
  - 南京（南の京）
  - 山西省（太行山脈の西）
  - 山東省（太行山脈の東）
  - 河北省（黄河の北）
  - 河南省（黄河の南）
  - 湖北省（洞庭湖の北）
  - 湖南省（洞庭湖の南）
  - 雲南省（雲嶺山脈の南）
  - 江西省（江南の西）
  - 陝西省（陝原の西）
  - 済南市（済水の南）
- 台湾
  - 台北市（台湾の北）
  - 台中市・台中県（台湾の中部）
  - 台南市・台南県（台湾の南）
  - 台東県（台湾の東）
- 韓国
  - 忠清南道・忠清北道（忠清道の南北分割）
  - 全羅南道・全羅北道（全羅道の南北分割）
  - 慶尚南道・慶尚北道（慶尚道の南北分割）
  - ソウル特別市中区
  - ソウル特別市江南区（漢江の南）
  - ソウル特別市江東区（漢江の東）
  - ソウル特別市江北区（漢江の北）
  - ソウル特別市江西区（漢江の西）
  - ソウル特別市城東区（京城（ソウルの旧名）の東）
  - ソウル特別市城北区（京城（ソウルの旧名）の北）
  - 釜山広域市江西区（洛東江の西）
  - 大邱広域市達西区（達城郡の西部）
  - 京畿道南楊州市（楊州郡の南部を分割）
  - 京畿道城南市（京城（ソウルの旧名）の南）
  - 慶尚南道南海郡（南方の海に面するから、転也山郡を757年に改名）
  - 全羅南道東光陽市（光陽の東。1989年から1995年まで存在。1995年に光陽郡と統合して光陽市に）
- 北朝鮮
  - 黄海南道・黄海北道（黄海道の南北分割）
  - 平安南道・平安北道（平安道の南北分割）
  - 咸鏡南道・咸鏡北道（咸鏡道の南北分割）
- アメリカ合衆国
  - サウスカロライナ州・ノースカロライナ州（カロライナ植民地の南北分割→サウスカロライナ植民地・ノースカロライナ植民地から独立戦争後にそれぞれ州として連邦加盟）
  - サウスダコタ州・ノースダコタ州（ダコタ準州の州昇格時に南北分割）
  - ウェストバージニア州（南北戦争時にバージニア州から西部が分離）
  - その他、カリフォルニア州イーストロサンゼルス、フロリダ州ウェストパームビーチ、メイン州サウスポートランド、ネバダ州ノースラスベガス等、都市・町村・CDP名には、方角地名が全米に多数存在する。
- カナダ
  - ノースウエスト準州
- オーストラリア
  - ニューサウスウェールズ州
  - 南オーストラリア州
  - 西オーストラリア州
  - ノーザンテリトリー準州
- ニュージーランド
  - パーマストンノース
- ドイツ連邦共和国
  - ノルトライン＝ヴェストファーレン州（ラインラントの北とファーレン地方の西）
- フランス共和国
  - コルス＝デュ＝シュド県（コルシカ島の南）
  - ノール県（フランスの最北端）
  - ピレネー＝オリアンタル県（ピレネー山脈の東）
- イギリス
  - 北アイルランド（アイルランド島の北部）